# Mylo
El mylo Personal Communicator (o simplement mylo) és un dispositiu creat i distribuït per Sony per a la missatgeria instantània portàtil i altres formes de comunicació per la xarxa, visitant pàgines web (utilitzant Opera) i per a la reproducció transferència d'arxius a altres Sony mylo. Aquest dispositiu té una pantalla que es llisca cap amunt per a revelar un teclat QWERTY. El nom "mylo" ve de "My life Online". En utilitzar el Wi-fi en comptes de xarxes mòbils, el mylo està pensat per a persones d'entre 18 i 24 anys.
En utilitzar xarxes WiFi per connectar-se a Internet en lloc de les xarxes cel·lulars GSM, CDMA o 3G (utilitzades normalment pels equips de la seva mateixa grandària i funcionalitat) rebaixa el cost de navegació, encara que pugui dificultar la disponibilitat d'un punt d'accés.
Mylo és capaç de reproduir vídeo en format MPEG-4, àudio en format MP3, ATRAC i WMA (incloent suport DRM), fotos en format JPEG, PNG i Windows Bitmap. Pot usar-se com a telèfon Skype, connectar-se a Google Talk i Yahoo! Messenger i inclou un senzill editor de text.

## Connectivitat
Amb la configuració USB per defecte (MSC) el mylo es comporta com un dispositiu d'emmagatzematge massiu USB (igual que un pendrive o un disc dur extern USB). Se li pot transferir llavors música i altres fitxers des d'un PC amb el soft SonicStage instal·lat, amb només arrossegar i soltar mitjançant un gestor de fitxers. A la manera MTP pot sincronitzar fitxers d'àudio mitjançant Windows Media Player 10. Mentre està connectat per USB, el mylo mostra a la seva pantalla la manera USB que s'està utilitzant i suspèn qualsevol altre programa que s'estigués executant.
La connexió WiFi 802,11b arrenca amb el botó lliscant Wireless LAN o automàticament quan una de les aplicacions del mylo que requereixi Internet (p. ex., Skype, Yahoo! Messenger, Google Talk, Opera) intenta accedir a la xarxa i no està establerta una connexió en mode infraestructura. Es pot canviar la mode Wi-Fi a Ad hoc per a permetre usar aplicacions que requereixin aquest mode. Als Estats Units els posseïdors d'un mylo poden usar gratuïtament els Hotspot de T-Mobile fins al 31 de desembre de 2007 pels mylo actualitzats amb la versió 1.200.

## Models de mylo
Sony introdueix el mylo amb la sèrie COM-1, amb models en blanc i negre.
| Model (i generació) | Model (i generació) | Imatge     | Capacitat | Canvis introduïts                                | Connexions | Data de llançament original | Preu inicial ($) |
| ------------------- | ------------------- | ---------- | --------- | ------------------------------------------------ | ---------- | --------------------------- | ---------------- |
| COM-1               | 1G                  | Mylo Com-1 | 1 GB      | Llançament inicial. Disponible en blanc o negre. | USB, Wi-Fi | Setembre del 2006           | $349             |

## Especificacions
Com a dispositiu el mylo integra una pantalla color TFT de 2,4 polzades i 320 x 240 píxels, 1 GB de memòria flash (ampliable a 4 GB), un connector mini-USB, un slot de targetes Memory Estic Duo, connectivitat WiFi 802.11b (suportant protocols segurs WEP i WPA-PSK), i una bateria de Li-ion 1200 mAh que ofereix fins a 45 hores de reproducció de música, 8 hores de reproducció de vídeo i fins a 3,5 hores de telefonia per VoIP. Pot utilitzar el carregador/alimentador mentre navega, incorpora una interfície micròfon/auriculars de 10 pins (s'inclou un adaptador i auriculars de sèrie), un teclat QWERTY lliscant que s'allotja sota la pantalla, i tot això amb només 150 grams (5,3 unces), incloent la bateria. De sèrie ve amb una funda de neoprè per a protegir l'aparell.